# Kolumna kierownicy
Kolumna kierownicy – element układu kierowniczego pojazdu wyposażonego w koło kierownicy, służący do przenoszenia jej momentu obrotowegowprost na przekładnię kierowniczą, co zapewnia kierowcy proporcjonalny skręt kół samochodu.

## Zastosowanie i regulacja
Kierownica jest umieszczona bezpośrednio na szczycie kolumny kierownicy, będąc pod kątem w stosunku do osi poziomej samochodu. Ze względu na zróżnicowanie wzrostu użytkowników, istnieje możliwość dostosowania jej do komfortowej dla kierowcy pozycji. Samochody wyposażone w mechanizm regulacji kierownicy zwykle oferują możliwość manipulacji kołem w dwóch płaszczyznach, wliczając w to podnoszenie, opuszczanie, oraz wsuwanie w kierunku silnika i odwrotnie.
Układ regulacji z biegiem lat stał się standardowym elementem samochodu, lecz jego obecność jest zależna od jego modelu i producenta. Może być ręczny bądź wspomagany elektrycznie. W obecnie stosowanych rozwiązaniach kolumna zapewnia również możliwość stosowania przełączników wielofunkcyjnych, których intuicyjne umieszczenie na kierownicy pozwala kierowcy skupić większą uwagę na prowadzeniu samochodu.
Kolumna, oprócz przenoszenia momentu obrotowego, spełnia również funkcję pasywnego systemu bezpieczeństwa. Poprzez swoją konstrukcję, w przypadku czołowego wypadku bądź kolizji, pochłania energię kinetyczną, zmniejszając uszkodzenia klatki piersiowej i głowy kierowcy samochodu.